# Lopezus autumnalis
Lopezus autumnalis är en insektsart som beskrevs av Krivokhatsky 1990. Lopezus autumnalis ingår i släktet Lopezus och familjen myrlejonsländor. Inga underarter finns listade i Catalogue of Life.